# Полска обединена работническа партия
Полската обединена работническа партия, съкратено ПОРП (на полски: Polska Zjednoczona Partia Robotnicza, PZPR), е полска комунистическа партия, създадена след обединението на Полската работническа партия и лявото крило на Полската социалистическа партия, управлявала Полската народна република до 1989 година.
През януари 1990 година ПОРП е преименувана в Социалдемокрация на Република Полша (на полски: Socjaldemokracja Rzeczypospolitej Polskiej), a от април 1999 е част от Съюз на демократичната левица (на полски: Sojusz Lewicy Demokratycznej, SLD).

## История
Партията е създадена на 15 декември 1948 г. в резултат на сливането на Полската работническа партия и Полската социалистическа партия. ПОРП тясно си сътрудничи с КПСС.
През юли 1981 г. на извънреден девети конгрес на ПОРП се приемат решения за разработване на нова програма на партията и „За развитието на социалистическата демокрация и укрепване на ръководната роля на ПОРП в социалистическото строителство и стабилизиране на социално-икономическото развитие в страната.“
От 29 юни до 3 юли 1986 г. се провежда десети конгрес на ПОРП, на който се представят:
- докладът на ЦК за задачите на партията за социалистическото развитие на страната;
- докладът на Министерския съвет на Полската народна република.

За насоките на социално-икономическото развитие на страната през 1986 – 1990 г. са изслушани доклад за дейността на ЦК на ПОРП, приета е Програмата на партията и са одобрени промени в Устава на ПОРП. В приетите програмни документи ПОРП отхвърля модела на народната демокрация в държавното строителство.
Към юни 1986 г. членовете на ПОРП са 2 милиона и 126 хиляди души, в това число и кандидати за партийни членове. Печатните издания на партията са вестник Tribuna Ludu и списанията Nove Drogi и Žiče Partii.
На 15 – 16 юни 1988 г. се провежда пленум на ЦК по кадрови и реформаторски въпроси. 6 от членове на ръководството (противници на по-нататъшни отстъпки на „Солидарност“) са освободени от постовете си. Мариан Оржеховски става ръководител на идеологическата комисия на ЦК.
След полусвободните парламентарни избори от 1989 г., проведени в съответствие с решенията на Кръглата маса с опозицията, партията не губи властта напълно, но става очевидно, че вече няма подкрепа и авторитет в обществото.
На 27 – 30 януари 1990 г. се провежда единадесети конгрес на ПОРП, в който участват 1639 делегати. На този конгрес е взето решение за разпускането на партията.
За наследник на ПОРП е обявена партията „Социалдемокрация за Полша“, която възприема идеалите на социалдемокрацията. На 15 април 1999 г. „Социалдемокрация за Полша“ се преименува на „Съюз на демократичната левица“.

## Ръководители
ПОРП се ръководи от първи/генерален секретар. Общо партията е имала 7 първи секретари:
| Име               | Име на полски       | Период                  |
| ----------------- | ------------------- | ----------------------- |
| Болеслав Берут    | Bolesław Bierut     | 1948 – 1956 г.          |
| Едвард Охаб       | Edward Ochab        | март – октомври 1956 г. |
| Владислав Гомулка | Władysław Gomułka   | 1956 – 1970 г.          |
| Едвард Герек      | Edward Gierek       | 1970 – 1980 г.          |
| Станислав Кания   | Stanisław Kania     | 1980 – 1981 г.          |
| Войчех Ярузелски  | Wojciech Jaruzelski | 1981 – 1989 г.          |
| Мечислав Раковски | Mieczysław Rakowski | 1989 – 1990 г.          |